# Église Saint-Jean-Baptiste d'Origne
Pour les articles homonymes, voir Église Saint-Jean-Baptiste.
L'église Saint-Jean-Baptiste d'Origne est une église catholique située dans la commune d'Origne, dans le département français de la Gironde, en France.

## Localisation
L'église, entourée de son cimetière, est située au cœur du bourg, au croisement des routes départementales D110 (Louchats au nord-ouest et Balizac et Villandraut au sud-est) et D220 (Guillos au nord et Saint-Symphorien au sud)..

## Historique
L'édifice construit à l'origine au XIIIe siècle a été partiellement restauré au XVIIIe siècle.
Elle est inscrit partiellement au titre des monuments historiques par arrêté du 28 avril 1987 pour ses façades et toitures et en totalité par arrêté du 22 décembre 2023.

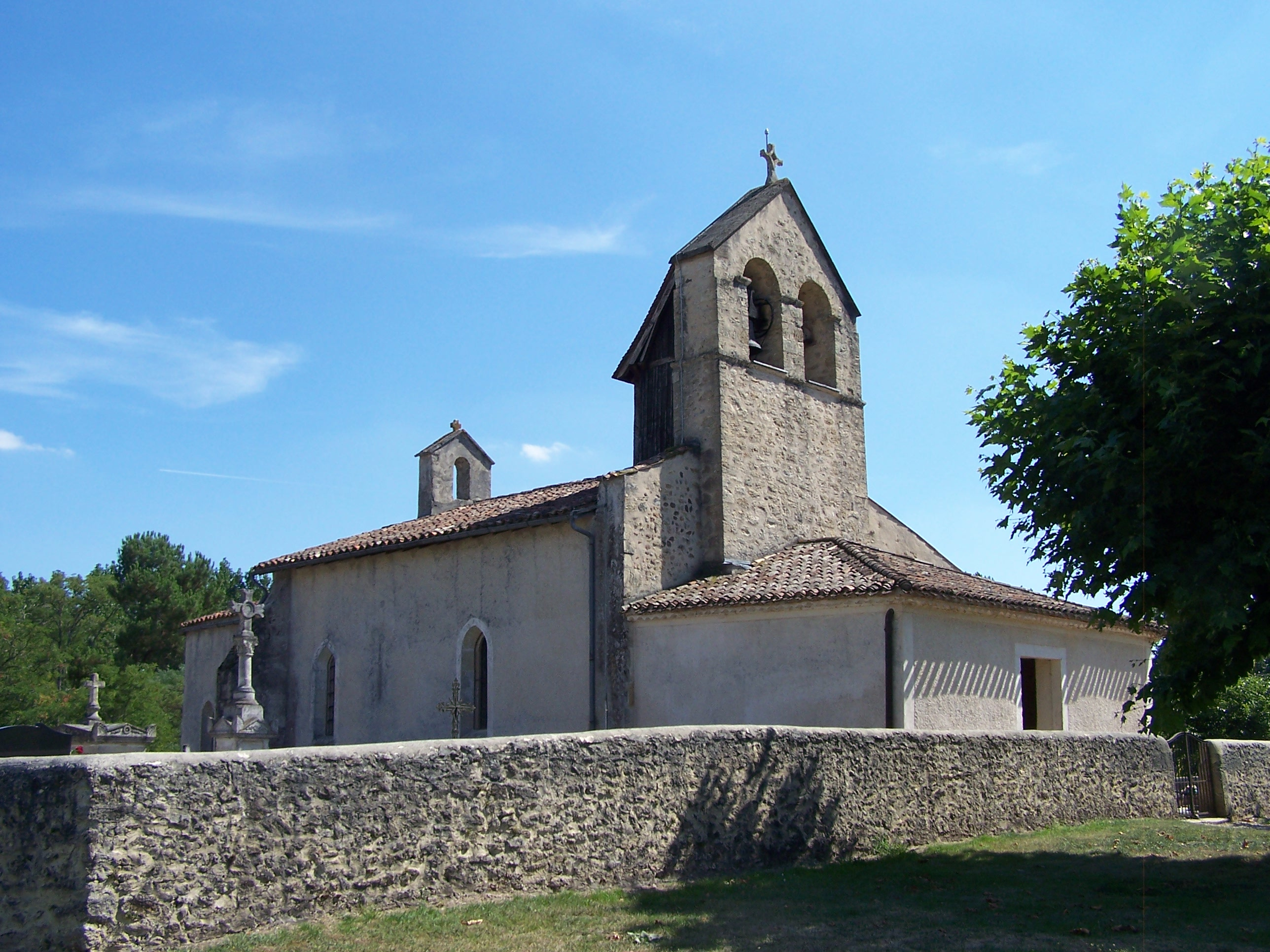
Vue nord (août 2010)
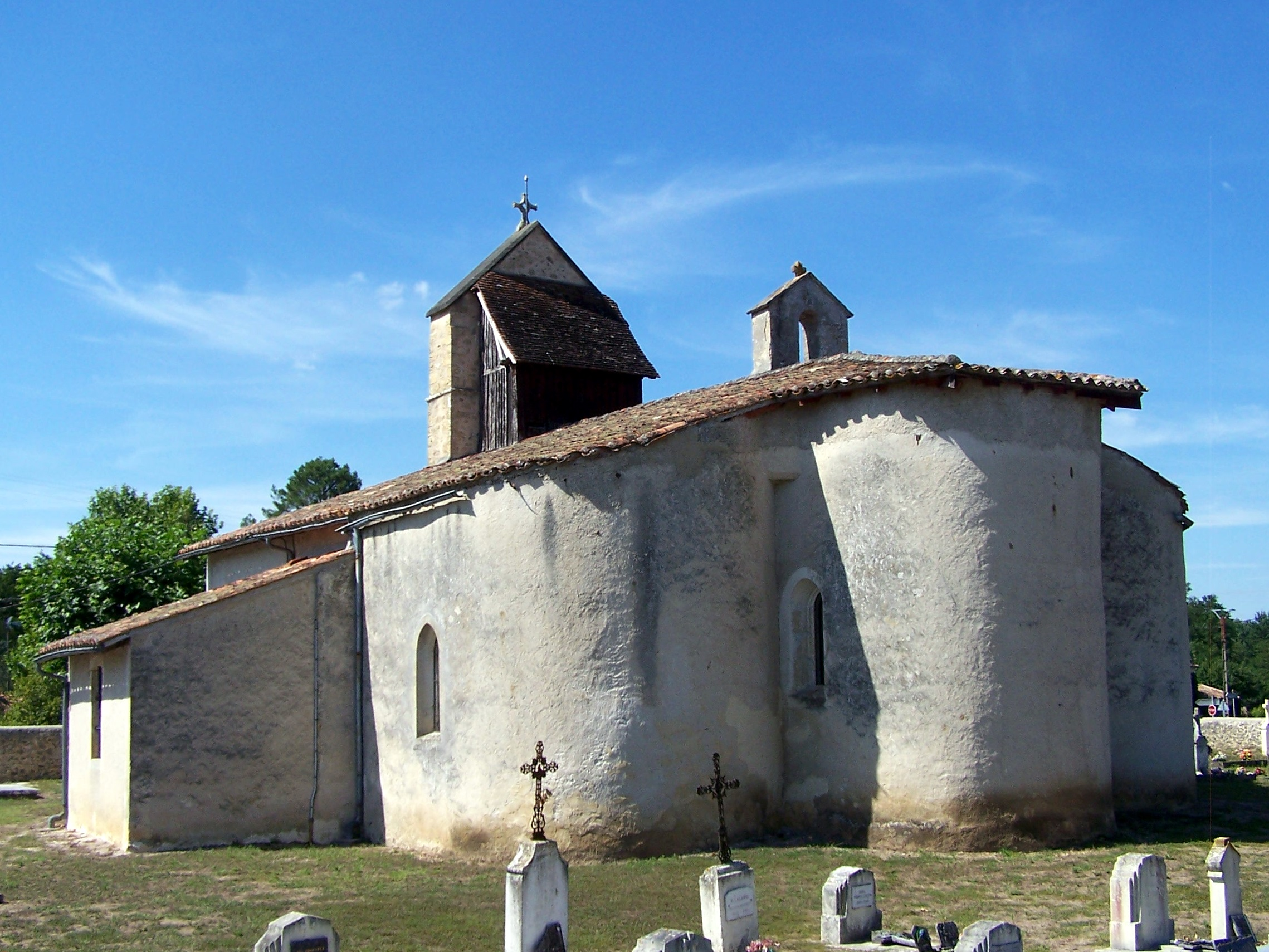
Vue sud du chevet (août 2010)
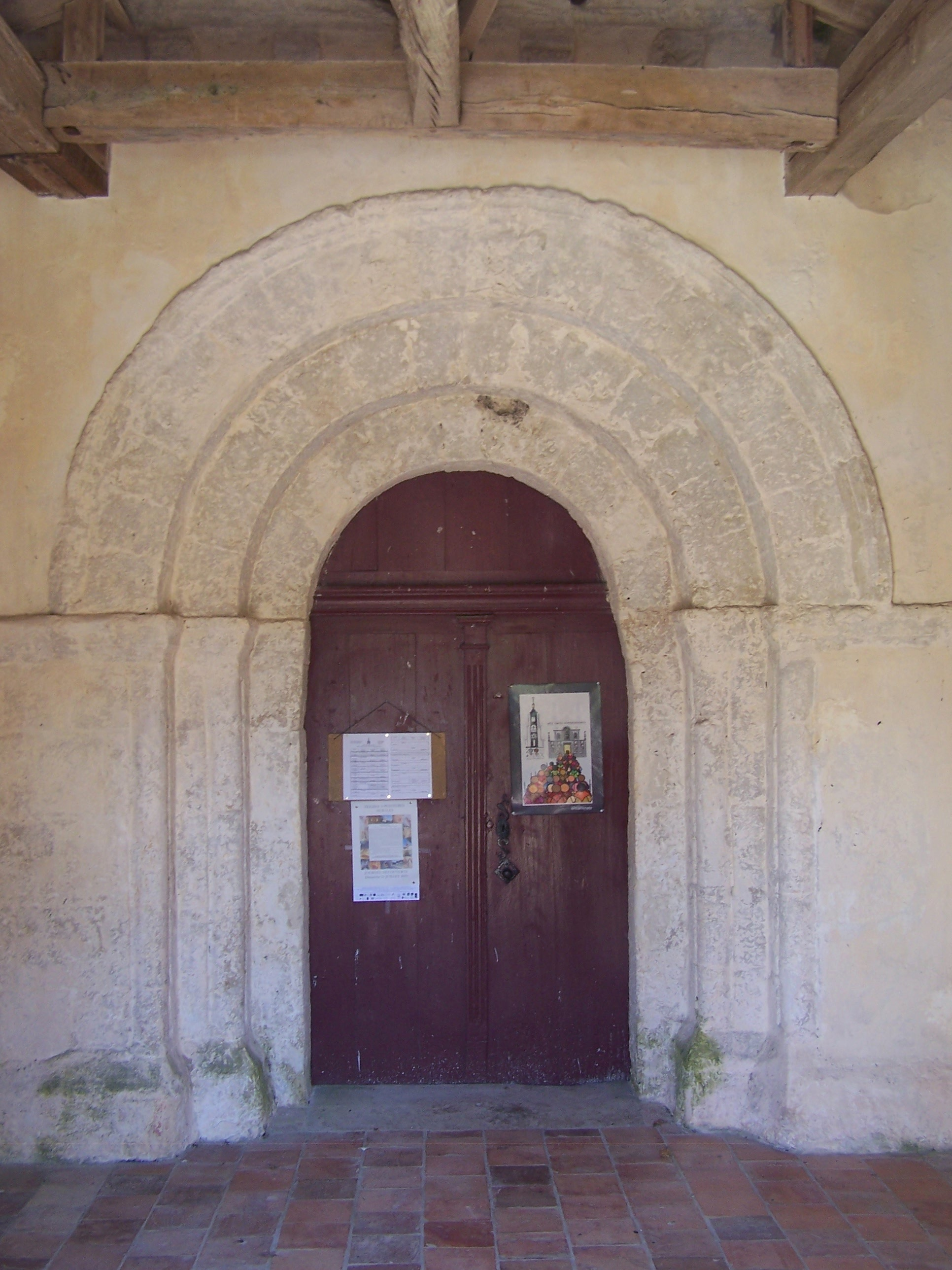
Le portail (août 2010)